# Zosime paramajor
Zosime paramajor is een eenoogkreeftjessoort uit de familie van de Zosimeidae. De wetenschappelijke naam van de soort is voor het eerst geldig gepubliceerd in 1968 door Bodin.